# Brokesie ankarafantsická
Brokesie ankarafantsická, Brookesia decaryi je drobný ještěr blízce příbuzný chameleonům. Je to endemit Madagaskaru, vyskytuje se pouze v oblasti Ankarafantsika v severozápadní části ostrova. Zde žije skrytě na zemi či na nízko položených větvích, maskována za suchý list.
Dorůstá délky 7,5-8,5 cm. Stavbou těla se podobá ostatním chameleonům, má plochou hlavu s mohutnou, ale nízkou přilbou, která je zakončena ostnitými šupinami. Hřbetní hřeben je výrazný, je tvořen plochými trny, a končí na horní straně kořene ocasu velkou, plochou kosočtverečnou šupinou. Ocásek je velmi krátký. Prsty má srostlé v klíšťky, na hrudních končetinách srůstají tři vnější a dva vnitřní prsty, na pánevních je tomu naopak. Prsty jsou opatřené drápky a dlaně jsou pichlavé. Pichlavá je i kůže celého ještěra, na těle i končetinách jsou nepravidelně rozmístěné hrbolkovité a trnovité šupiny. Schopnost barvoměny je omezená, základní zbarvení je nenápadně hnědé až žlutohnědé, za přilbou, na bocích a na horní straně kořene ocasu je kresba tvořená černými skvrnami. Mimikry jsou téměř dokonalé, brokesie ankarafantsická připomíná kus suchého listu, v nebezpečí se nehybně přitiskne k podkladu nebo předstírá neživý předmět či mrtvého živočicha.
Jedinou lokalitou výskytu brokesie ankarafantsické je Národní park Ankarafantsika. Zde žije v opadavém lese v nadmořských výškách pod 200 m. Oblast je charakteristická silnými klimatickými výkyvy během roku, s velmi teplým a vlhkým létem a suchou a chladnou zimou. Brokesie přezimují zahrabané v půdě nebo ve vrstvě opadaného listí, aktivní jsou v teplejší části roku. Ve dne loví drobný hmyz, nocují na rostlinách průměrně 17 cm nad zemí.
Brokesii ankarafantsickou je možno chovat v párech v  pralesním teráriu o minimálních rozměrech 30x40x30 cm. Vhodným substrátem je rašelina, pokrytá vrstvou suchého listí, dále se terárium zařídí kusy kůry, které slouží jako úkryty, případně větvemi a živými rostlinami. Vhodná teplota pro chov je 24-26 °C s nočním poklesem na pokojovou teplotu, s délkou světelného dne 14 hodin, s denním rosením. Zazimují při teplotě 15-18 °C, během zimování se světelný den zkracuje na 10 hodin a rosení stačí každý třetí den. V zajetí se brokesie krmí hmyzem přiměřené velikosti, malými cvrčky, larvami zavíječů, malými měkkými šváby nebo stínkami. Létající hmyz přijímají nerady.

## Fotogalerie

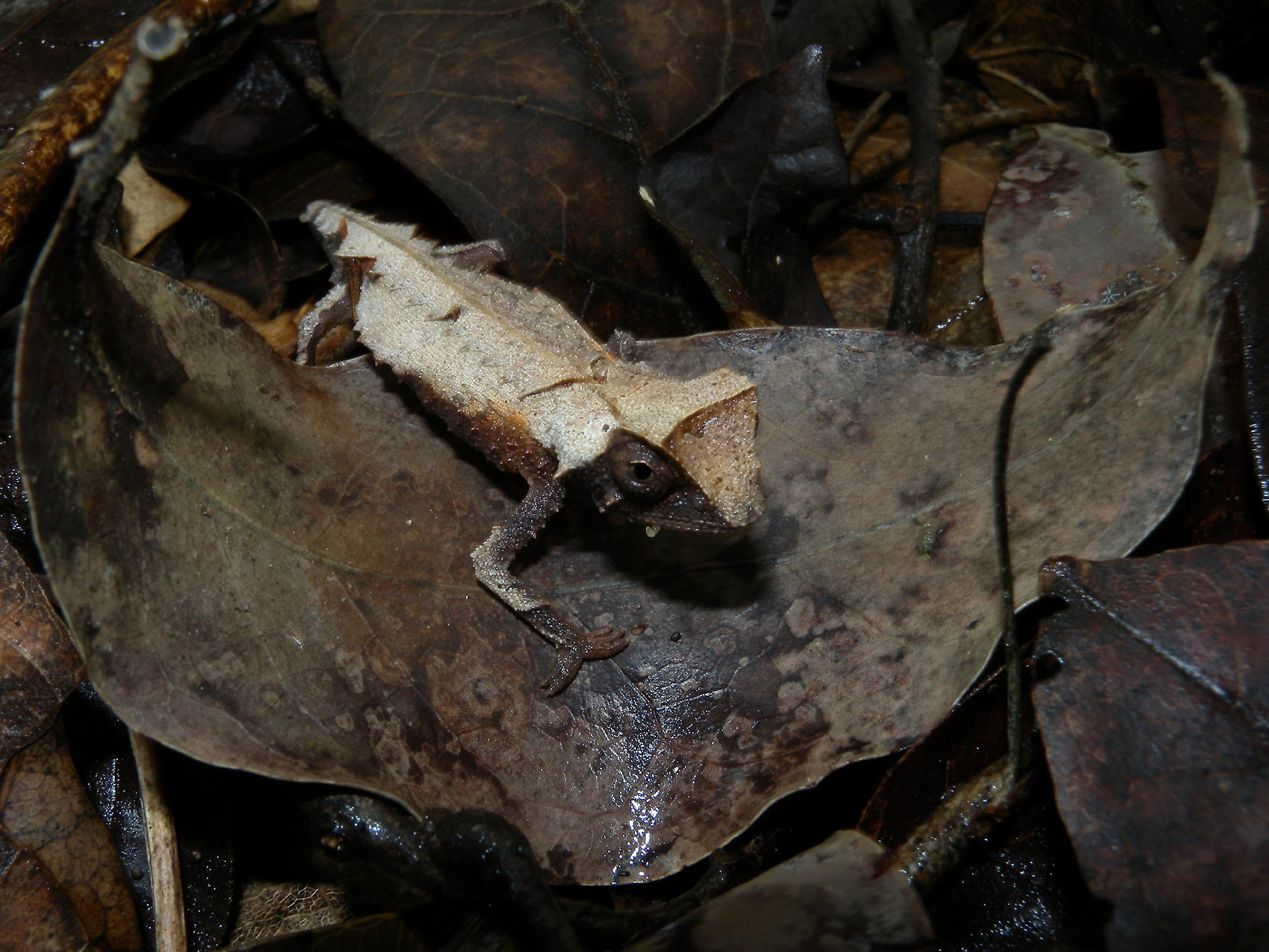
Brokesie ankarafantsická v lesní hrabance v Národním parku Ankarafantsika
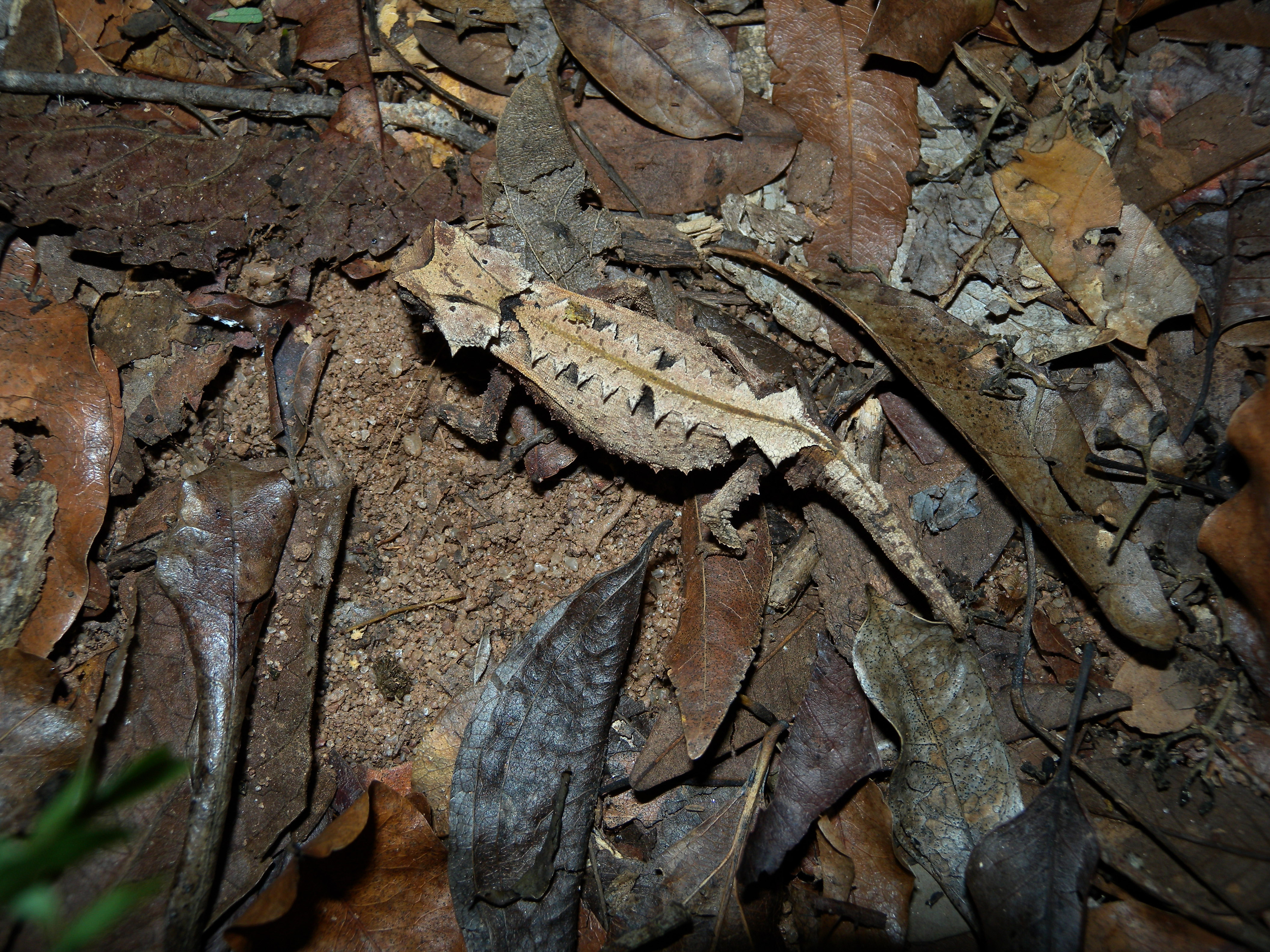
Pohled seshora
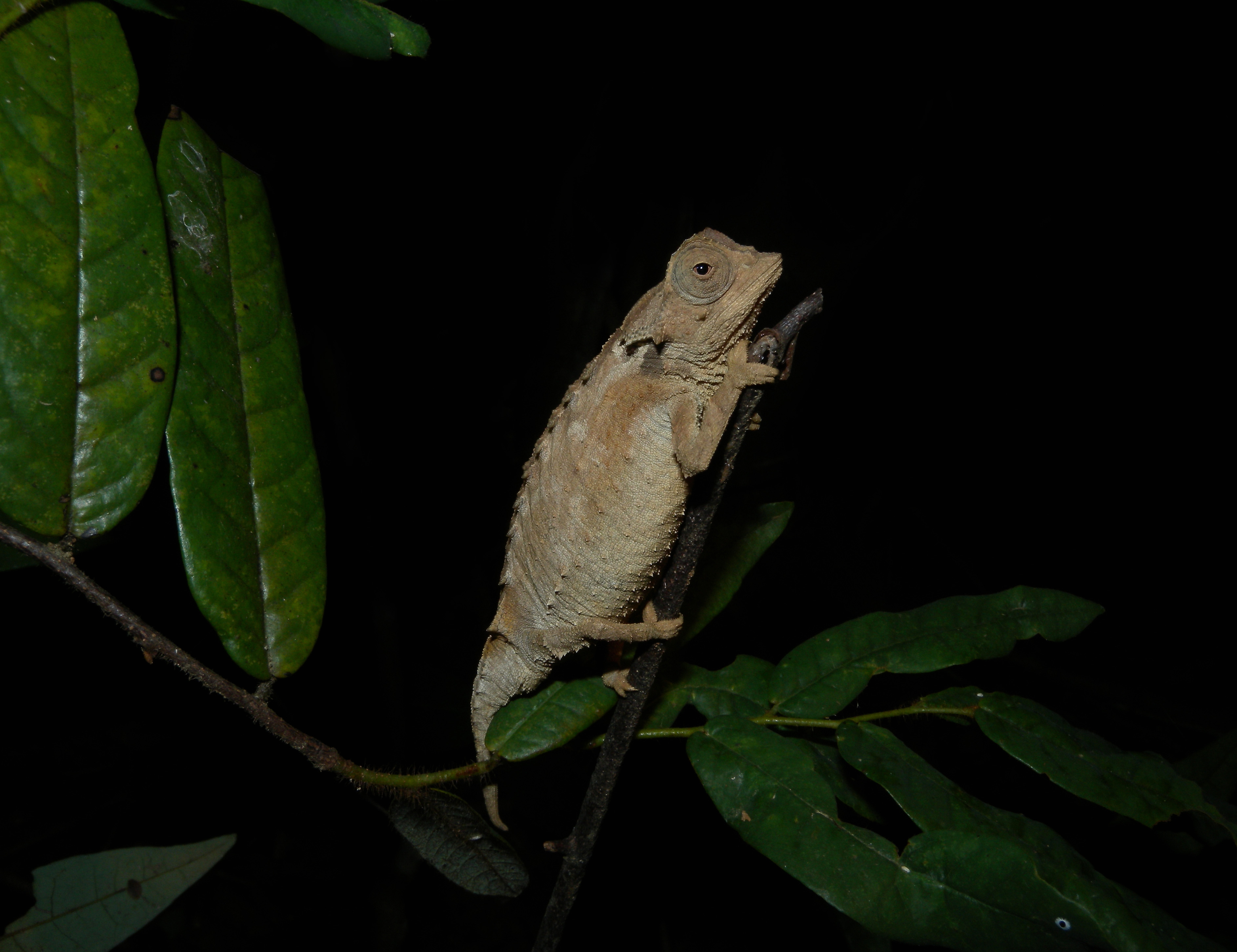
Brokesie ankarafantsická lezoucí na větvičce